# Gymnophellia hutchingsae
Gymnophellia hutchingsae is een zeeanemonensoort uit de familie Isophelliidae.
Gymnophellia hutchingsae is voor het eerst wetenschappelijk beschreven door England in 1992.